# 거제 구조라진성
거제 구조라진성(巨濟 舊助邏鎭城)은 대한민국 경상남도 거제시 일운면 앞산 능선에 있는 진성이다. 1998년 11월 13일 경상남도의 기념물 제204호 구조라성으로 지정되었다가, 2018년 12월 20일 현재의 명칭으로 변경되었다.

## 개요
경상남도 거제시 일운면 구조라 앞산 능선에 있는 이 성은 조선시대 왜적을 막기 위하여 전방의 진지로 쌓은 것이다. 지세포성의 경계임무 구실을 하고, 선조 37년(1604)에 옥포 진지로 옮겼다가 다시 이곳으로 옮겼다.
성 아래에 있는 구조라 마을이 있고, 성 안은 모두 논과 밭이며 성 가운데에 우물이 있다. 사방에 성문을 두고 성문과 성문 사이에는 성루를 두었다.
『조선왕조실록』을 비롯한 여러 자료의 내용을 종합하여 살펴보면 구조라성은 성종 21년(1490)지금의 옥포 북쪽 조라를 신조라라 불렀는데 지금은 신자가 빠지고 조라라 한다. 이 성은 쌓은 수법이나 문헌상의 내용이 조선 전기에 만든 것으로 일정하게 나타나 있어서 둘 중 어느 자료를 사용해도 성을 쌓은 시기 추정에는 차이가 없을 것이다.}}

## 참고 자료
- 거제 구조라진성 - 국가유산청 국가유산포털